# Um’el’Iz Tabba’a
Um'el'Iz Tabba'a (arabe : أم العز التباع) est l'une des épouses du sultan alaouite Moulay Ismail et la mère du prince Moulay Abdallah, (à ne pas confondre avec un autre demi-frère de ce dernier le sultan Moulay Abdallah). Um'el'Iz était fluente en anglais et fut médiatrice pour l'accord commercial et le traité de paix anglo-marocain signer en 1722, en cette ocasion elle échangea avec Charles Stewart, l'ambassadeur d'Angleterre, qui avait sollicité son aide. 